# Georges Barthélémy (homme politique, 1897-1944)
Pour les articles homonymes, voir Georges Barthélemy et Barthélémy.
Georges-Eugène-Germain Barthélémy est un homme politique français né le 15 juin 1897 à Béziers et mort le 10 juillet 1944 dans le 17e arrondissement de Paris.

## Biographie
Élu conseiller municipal de Puteaux aux élections municipales de 1929, sur une liste SFIO, il devient maire de cette ville l'année suivante, puis se présente comme député aux élections législatives de 1932, opposé notamment au leader communiste André Marty. Élu, il est député du Quatrième secteur de la Seine de 1932 à 1942, et accomplit une œuvre considérable à la tête de la ville, la dotant de nombreux équipements publics sportifs, culturels et hygiéniques, ainsi que de nombreuses cités HLM.
Il s'investit au Parlement sur les questions économiques mais également sportives. À l'occasion des Olympiades populaires organisées en 1936, il déclare notamment que le sport constitue « le meilleur moyen d'arrêter la dégénérescence physique et morale de la race ».
Rapporteur de la commission du suffrage universel à la Chambre des députés, ce socialiste se singularise par un anticommunisme virulent. Rapporteur du projet de loi de déchéance des députés communistes après le pacte germano-soviétique, puis de la résolution relative à son application, il déclare au cours de la séance du 20 février 1940 : « Tous sont plus ou moins coupables, mais il y a des chefs comme Thorez, Catelas et tant d’autres qui devraient être traduits immédiatement devant les tribunaux militaires pour ensuite, non pas subir le feu du peloton d'exécution, ce serait leur faire trop d'honneur, mais être poussés sous le couperet ».
Le 10 juillet 1940, il vote en faveur de la remise des pleins pouvoirs au maréchal Pétain et s'engage pleinement dans la voie de la collaboration, restant maire de Puteaux sous l'occupation. Il est nommé membre du Conseil national le 22 janvier 1941, avant d'en être écarté le 2 novembre suivant, en même temps que d’autres personnalités issues de la gauche. Son attitude à cette époque lui vaut d'être présenté en 1944, dans les Cahiers antiracistes de Bernard Lecache, comme un collaborationniste sollicitant les voix antiracistes avant-guerre.
Le 10 juillet 1944, il est mitraillé par deux hommes devant la mairie de Puteaux. L'attentat, non revendiqué, est imputé à des résistants communistes,. Mortellement blessé, il est transporté à l'hôpital Marmottan où il meurt.